# Rattus verecundus unicolor
Rattus verecundus unicolor is een ondersoort van de rat Rattus sordidus die voorkomt in de bergen van het westen van Irian Jaya, van 1000 tot 2500 m.
De vacht is zeer zacht. De rugvacht is donkerbruin. De buik is maar iets lichter, op wat witte vlekken na. De staart is donkerbruin. Het is de grootste ondersoort van R. verecundus; R. v. verecundus is iets kleiner. De kop-romplengte bedraagt 120 tot 170 mm, de staartlengte 123 tot 172 mm en de achtervoetlengte 30 tot 36 mm. Vrouwtjes hebben 1+2=6 mammae.